# كيكي كامارينا
إنريكي كيكي كامارينا سالازار (بالإسبانية: Enrique Camarena Salazar)‏ هو عميل أميركي ولد في الولايات المتحدة الأمريكية يعمل لدى لإدارة مكافحة المخدرات الامريكية اختُطف في 7 فبراير 1985 ، ثم عُذب على مدى 30 ساعة، ومن ثم قُتل، بينما كان في مهمة في المكسيك.

## حياته وتعليمه
خدم كامارينا بين عامي 1973 و1975 في سلاح مشاة البحرية الأمريكية. وبعد انتهاء خدمته العسكرية أصبح ضابط شرطة في مسقط رأسه.
قبل انضمامه إلى إدارة مكافحة المخدرات، خدم كامارينا كضابط شرطة في إدارة شرطة كاليكسيكو بمسقط رأسه. بعد خدمته كمسؤول شرطة محلي، انضم كامارينا إلى مكتب كاليكسيكو التابع لإدارة مكافحة المخدرات في كاليفورنيا. أنتقل كامارينا في عام 1977 لمكتب وكالة فريسنو، ثم في عام 1981 تم تعيينه في مكتب غوادالاخارا في المكسيك.